# Nova (gruppo musicale)
I Nova sono stati un gruppo fusion italo-britannico formato a Londra nel 1975 da Danilo Rustici, Elio D'Anna, Corrado Rustici, Luciano Milanese e Franco Loprevite.

## Storia del gruppo
I Nova nacquero a Londra nel 1975 ed erano composti da Danilo Rustici, Elio D'Anna, Corrado Rustici, Luciano Milanese e Franco Lo Previte. Tutti i componenti della band provenivano da altre esperienze musicali italiane: Danilo Rustici proveniva dagli Osanna, Elio D'Anna dagli Showmen e Osanna, Corrado Rustici dai Cervello e Franco Lo Previte dai Circus 2000.
Il disco d'esordio, Blink, esce nel 1975 con la collaborazione di grandi nomi come Pete Townshend e i testi del paroliere Nick J.Sedwick.
Il secondo, Vimana (1976), vede il gruppo ridotto ad un trio, con i componenti originari Elio D'Anna e Corrado Rustici assistiti dall'ex tastierista dei New Trolls Atomic System Renato Rosset di nuovo la collaborazione di alcune star internazionali come Percy Jones (basso), Narada Michael Walden (batteria), Phil Collins (percussioni).
Il terzo, Wings of Love, esce nel 1977, ma con una situazione di perdita a livello qualitativo.
Il quarto ed ultimo, Sun City, viene registrato negli USA ed esce nel 1978.

## Formazione

### Ultima
- Corrado Rustici - voce, chitarra (1975-1978)
- Renato Rosset - tastiere (1976-1978)
- Barry Johnson - basso (1977-1978)
- Elio D'Anna -  flauto (1975-1978)
- Ric Parnell - Batteria (1977-1978)

### Altri ex membri
- Danilo Rustici - chitarra (1975-1976; morto nel 2021)
- Luciano Milanese - basso (1975-1976)
- Franco Loprevite - batteria (1975-1976)
- Percy Jones - basso (1976-1977)
- Narada Michael Walden - batteria (1976-1977)

## Discografia
- 1975 - Blink
- 1976 - Vimana
- 1977 - Wings of Love
- 1978 - Sun City